# Radio Romania Internazionale
Radio Romania Internazionale è il servizio per l'estero della Societatea Romana de Radiodifuziune, l'ente radiofonico pubblico rumeno.

## Storia
I primi programmi mandati in onda da Radio Bucarest risalgono agli anni ’30 del secolo passato, precisamente il 6 luglio del 1939, prima dell'inizio della seconda guerra mondiale.

## Situazione attuale
Radio Romania Internazionale trasmette in tredici lingue, cioè:
- arabo;
- arumeno;
- cinese;
- ebraico;
- francese;
- inglese;
- italiano;
- rumeno;
- russo;
- serbo;
- spagnolo;
- tedesco;
- ucraino.

Le trasmissioni in onde corte sono effettuate da tre stazioni, tutte in Romania: Țigănești, Săftica e Filipești - Galbeni (frazione di Filipesti),

## Redazione italiana
La redazione italiana di Radio Romania Internazionale vanta una lunga e ricca esperienza tra le varie sezioni che trasmettono programmi in lingue straniere da Bucarest. I primi programmi mandati in onda da Radio Bucarest risalgono agli anni '30. La redazione in lingua italiana di Radio Romania Internazionale, fondata nel 1952, trasmette tre programmi quotidiani di 26 minuti ognuno, in onde corte. I suoi programmi sono volti a presentare agli ascoltatori italiani le realtà politiche, economiche, sociali e culturali romene, nonché lo stadio attuale e le prospettive dei rapporti romeno-italiani.
In ogni trasmissione, sette giorni su sette, il suo Quotidiano Parlato, tutto sugli avvenimenti della giornata e qualcosa in più: notizie dalla Romania e dal mondo, attualità e vari inserti. Un Quotidiano che si rinnova ogni giorno, al quale segue il Panoramico, con un contenuto altrettanto ricco: storia, società, affari, cultura, musica, gioventù.
“Con le buone o con le cattive” è la coproduzione della Comunità Radiotelevisiva Italofona  nata dal laboratorio del VI Seminario di lavoro “La trasmissione della scienza” organizzata in collaborazione con Radio RAI e RAI per il Sociale, dedicato al nuovo ruolo della scienza e della divulgazione scientifica. Si può ascoltare su questa emittente dal 25 luglio al 19 agosto, ogni lunedì, giovedì e venerdì via onde corte, satellite e sito web.

## Premi e riconoscimenti
- 2000 Premio Italradio.